# Laura y el misterio del asesino inesperado
Laura y el misterio del asesino inesperado és un telefilm espanyol de misteri i comèdia de 2022, basat en la sèrie espanyola Los misterios de Laura, emesa a La 1 de TVE de 2009 a 2014. La pel·lícula està escrita pels creadors de la sèrie original, Javier Holgado i Carlos Vila, i dirigida per Pablo Guerrero. Va ser produïda per Verand TV (filial de Boomerang TV, que va produir la sèrie original), i compta amb els retorns d'actors com María Pujalte, Oriol Tarrasón, César Camino, Laura Pamplona i Beatriz Carvajal. Va ser estrenada en televisió en obert a La 1 i en streaming a RTVE Play el 13 de gener de 2022.

## Trama
Anys després d'abandonar el cos, la exinvestigadora Laura Lebrel (María Pujalte) porta una nova vida, allunyada de la labor policial i dels seus vells companys. Però es veu obligada a tornar a recórrer a les seves habilitats quan apareix com a sospitosa d'un assassinat - el del rector Eugenio Ortiz, un prestigiós teòric i antic assessor de la policia, que ha aparegut mort en el seu despatx amb un tret al pit, enmig d'una nit de celebració.

## Repartiment
- María Pujalte com Laura Lebrel del Bosque
- Oriol Tarrasón com Martín Maresca Delfino
- Laura Pamplona com Lydia Martínez Fernández
- Beatriz Carvajal com Maribel del Bosque
- César Camino com Vicente Cuevas
- Raúl Mérida com Héctor Herranz Leache
- Juan del Pozo com Carlos Salgado Lebrel
- Raúl del Pozo com Javier Salgado Lebrel
- Joaquín Climent com Eugenio Ortiz
- Carme Conesa com Victoria
- Carlos Hipólito com Sebastián Soto
- Nadia Al Saidi com Daniela Navas
- Fran Cantos com Suárez

## Producció
Al maig de 2021 es va anunciar que Televisió Espanyola havia donat llum verda a la continuació de la sèrie Los misterios de Laura en forma d'un únic capítol. El 20 d'agost del mateix any, Oriol Tarrasón va publicar en les seves xarxes socials la primera imatge del projecte, confirmant la presència de María Pujalte i Laura Pamplona i el seu títol El misterio del asesino inesperado. El 6 de setembre es va confirmar el repartiment complet de l'especial, confirmant Beatriz Carvajal, César Camino i el repartiment secundari.
D'antuvi, el capítol va ser anunciat per a estrenar-se en La 1 i RTVE Play el 9 de gener de 2022, però va ser retardat al 13 de gener per fer lloc per a una marató de la sèrie original en RTVE Play de l'11 al 13 de gener de 2022.

## Recepció

### Audiència
En la seva emissió en La 1 el 13 de gener de 2022, el telefilme va ser vist per 1.329.000 espectadors, resultant en un share del 10,4%. Va ser la tercera oferta més vista en televisió de la nit, per darrere de la pel·lícula La tribu a Antena 3 i l'estrena de la segona edició de Secret Story: La casa de los secretos a Telecinco. Com a resultat, el telefilme es va convertir en l'oferta amb el millor resultat d'audiència d'una ficció pròpia de TVE de la temporada 2021-2022, superant els resultats d' Ana Tramel. El juego o la segona temporada de HIT.